# Art e Dossier
Art e Dossier è un periodico mensile della casa editrice fiorentina Giunti che si occupa di arte.

## Storia di Art e Dossier
Il primo numero è stato pubblicato nell'aprile del 1986, con la direzione scientifica di Maurizio Calvesi (autore del dossier su Caravaggio allegato al primo numero) e la direzione responsabile di Valerio Eletti.
Caratteristica del periodico, sin dall'inizio, è quella di abbinare alla rivista un quaderno di approfondimento monografico (il dossier) dedicato a un artista o a un movimento artistico.
I dossier sono scritti da storici dell'arte specialisti nei diversi settori, fra cui Maurizio Calvesi, Franco Borsi, Giulio Carlo Argan. I dossier dedicati a Leonardo sono stati curati da Carlo Pedretti.
Nato con l'intenzione di contribuire in maniera innovativa alla diffusione della cultura visiva, venendo incontro all'esigenza di un'informazione su arte e cultura, il periodico Art e Dossier è stato diretto negli anni da Maurizio Calvesi (1986-1995), Gioia Mori (1996-2008), Philippe Daverio (2008-2020).
Da settembre 2020 il direttore è Claudio Pescio.